# Ace Bailey
Irvine Wallace „Ace“ Bailey (* 3. Juli 1903 in Bracebridge, Ontario; † 7. April 1992) war ein kanadischer Eishockeyspieler, der von 1926 bis 1934 für die Toronto Maple Leafs in der National Hockey League spielte.

## Karriere
Seine aktive NHL-Karriere begann in der Saison 1926/27 bei den Toronto St. Patricks und endete dort in der Saison 1933/34, nachdem er sich in einem Spiel schwerste Kopfverletzungen zugezogen hatte. Am 12. Dezember 1933, kurz vor Ende des zweiten Drittels des Spiels der Toronto Maple Leafs gegen die Boston Bruins im Boston Garden, wurde Ace Bailey vom Verteidiger der Boston Bruins, Eddie Shore, von hinten mit dem Schläger von den Beinen geholt. Dies war eine Revanche für einen Check, den King Clancy zuvor Eddie Shore mitgegeben hatte. Ace Bailey war nicht das eigentliche Ziel der Attacke, da Shore eigentlich Clancy treffen wollte. Bei dieser Aktion wurde Ace Bailey schwer verletzt und er blieb bewusstlos und blutend auf dem Eis liegen. Baileys Mitspieler Red Horner schlug daraufhin Eddie Shore bewusstlos nieder. Nach dem Spiel vergab Bailey Shore den Angriff, da Bodychecks zum Spiel gehören. Kurz darauf brach Bailey jedoch mit Krämpfen zusammen und verlor erneut das Bewusstsein. In der folgenden Nacht war es nicht sicher, ob Bailey diese überstehen würde, da er an schweren Gehirnblutungen litt. Falls Bailey gestorben wäre, hätte Shore eine Anklage wegen Totschlags erwartet. Ace Bailey überlebte zwar  diese schwere Verletzung, aber seine Eishockeykarriere war beendet. Für den Angriff auf Bailey erhielt Shore eine Sperre von 16 Spielen (1/3 der gesamten Saison) und Horner wurde für den Rest des Jahres gesperrt.
Bailey zu Ehren wurde auch das erste NHL All-Star Game 1934 ausgetragen. Bei diesem Anlass sperrten die Toronto Maple Leafs außerdem seine Rückennummer, die 6, für künftige Spieler. Dies war das erste Mal, dass im professionellen Sport eine Rückennummer gesperrt wurde.
Ace Bailey wurde 1975 mit der Aufnahme in die Hockey Hall of Fame geehrt.

## Sportliche Erfolge
- Stanley Cup: 1932

### Persönliche Auszeichnungen
- Topscorer: 1929 später wurde hierfür die Art Ross Trophy vergeben
- Bester Torschütze: 1929 später wurde hierfür die Maurice Richard Trophy vergeben